# Heinz Hanner
Heinz Hanner (* 15. Februar 1963 in Wien) ist ein österreichischer Koch und Kochbuchautor. Er war bis 2016 Hotelier in Mayerling, im Wienerwald.

## Leben und Unternehmen

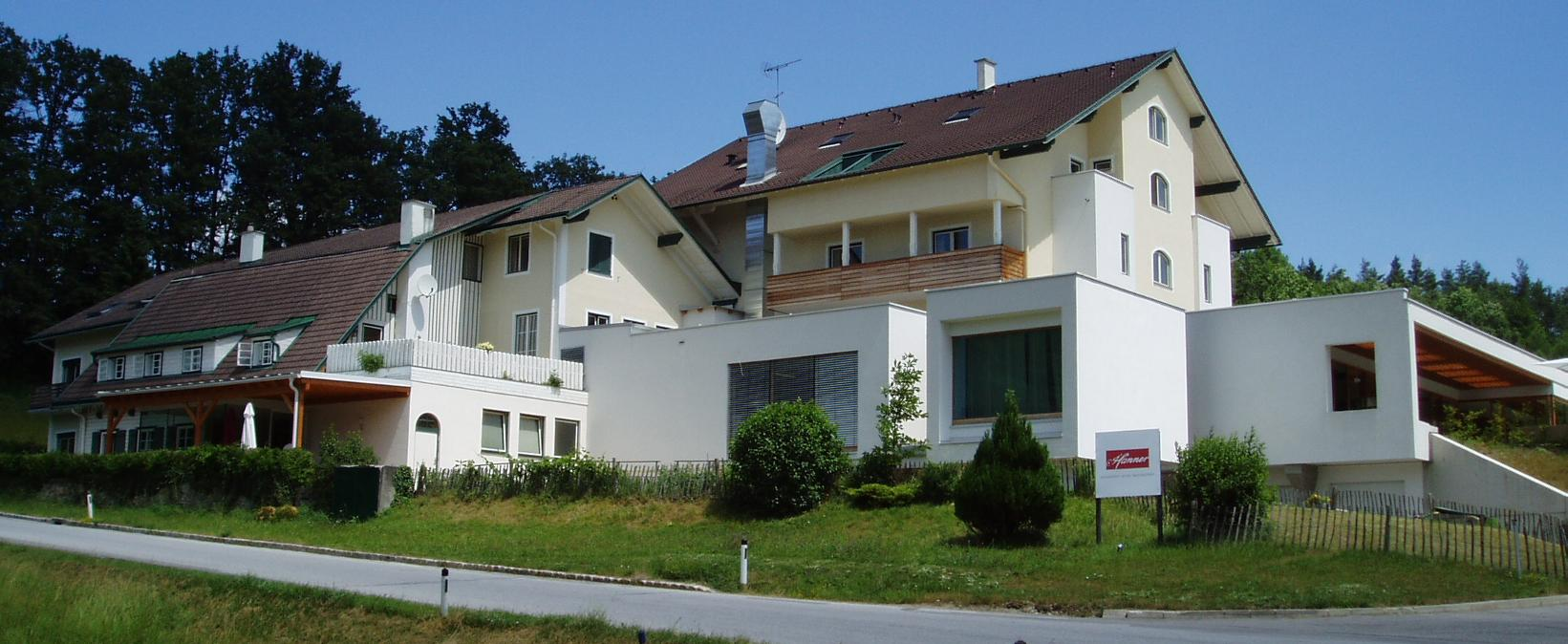
Das ehemalige Hotelrestaurant Relais & Châteaux Hanner

Hanner besuchte von 1979 bis 1981 die Fremdenverkehrsfachschule in St. Pölten. Von 1982 bis 1990 arbeitete er im elterlichen Hotel Marienhof. 1986 eröffnete Hanner sein Restaurant Kronprinz und war damals erstmals als Koch tätig. 1989 bekam er bereits die erste Haube im Gault-Millau. Seit 1990 ist Heinz Hanner nach dem Kauf der Liegenschaft von seinen Eltern Johann und Cäcilia Hanner ein selbständiger Unternehmer. Im Jahre 2002 begann der Umbau des Anwesens, welches als Restaurant-Hotel-Meetingpoint Hanner im Dezember 2003 eröffnet wurde. 2006 wurde das Unternehmen Mitglied bei Relais & Châteaux und 2007 bei Les Grandes Tables du Monde.
Das Unternehmen verfügt neben dem Restaurantbereich, dem Leger – Bistro und einer großzügigen Gartenanlage, über 20 Doppelzimmer und einen Tagungsbereich mit drei Seminarräumen.
Anfang Mai 2016 schloss der Betrieb, angeblich wegen der strenger gewordenen Compliance-Regeln der Unternehmen, also den Einsparungen bei Geschäftsessen. Die Liegenschaft wurde von Hans Peter Haselsteiner erworben, der es ab September 2019 der Vinzenzgemeinschaft für eine Vinzi-Rast zur Verfügung stellt.

## Auszeichnungen
- 1996 dritte Haube Gault-Millau, Gewinn der Trophee Gourmet für kreative Küche
- 1997 Koch des Jahres –  Gault-Millau
- 1999 Affineur des Jahres für Käsekultur – Gault Millau
- 2001 Gastronom des Jahres – Genießer-Atlas
- 2002 Ambassador für Käsekultur – Gault-Millau
- 2005 Nr. 5 in Österreich, 94 Punkte – Vip Gourmet Club, Gastronom des Jahres – Manstein Verlag
- 2007 Koch des Monats – Feinschmecker, September-Ausgabe
- 2007 TOP Arbeitgeber des Jahres, zwei Sterne im Guide Michelin, drei Hauben 18 Punkte im Gault Millau
- 2009 Nummer 1 in Österreich – Falstaff Restaurant Guide 2009
- 2010 Niederösterreichischer Tourismuspreis für Medienarbeit, Mitglied bei Grand Chef Relais & Chateau

## Werke
- Christian Grünwald (Hrsg.): Hanners Gourmet-ABC. D-und-R-Verlags-Gesellschaft, Wien 2006, ISBN 3-902469-07-2 (Edition a la carte).
- mit Christoph Wagner: Die feine Küche. Erlesene Gerichte aus heimischen Spitzenprodukten. Pichler, Wien u. a. 2010, ISBN 978-3-85431-505-6.